# Igreja Matriz de Carviçais
A Igreja Matriz de Carviçais, em Carviçais, Torre de Moncorvo, Portugal, foi construída em 1657 e está dedicada ao mártir São Sebastião. Localiza-se na Praça da Igreja e à sua beira há um urinol antigo e uma fonte.